# Benjamin Verbič
Benjamin Verbič (Celje, 1993. november 27. –) szlovén válogatott labdarúgó, a görög Levadiakósz csatára.

## Pályafutása

### Klubcsapatokban
Verbič a szlovéniai Celje városában született. Az ifjúsági pályafutását a helyi Celjénél kezdte.
2011-ben mutatkozott be a Celje első osztályban szereplő felnőtt keretében. 2012-ben a Šampionnál szerepelt kölcsönben. 2015-ben a dán Københavnhoz igazolt. 2018. január 4-én az ukrán Dinamo Kijiv szerződtette. 2022 márciusától, az orosz invázió miatt a szezon hátralévő részében a lengyel Legia Warszawa csapatát erősítette kölcsönben. 2022 nyarán a görög Panathinaikószhoz csatlakozott. Augusztus 21-én, az Ionikos elleni mérkőzésen debütált. Szeptember 3-án, a Levadiakósz ellen megszerezte első gólját a klub színeiben. 2025. január 22-én fél évre szóló szerződést kötött a Levadiakósz együttesével. 2025. február 22-én, a Volosz ellen idegenben 2–1-es győzelemmel zárult bajnokin lépett először pályára, ahol egy gólt és egy gólpasszt is jegyezhetett.

### A válogatottban
Verbič az U19-es, az U20-as és az U21-es korosztályú válogatottakban is képviselte Szlovéniát.
2015-ben debütált a felnőtt válogatottban. Először a 2015. március 30-ai, Katar elleni barátságos mérkőzésen lépett pályára. 2016. november 11-én, a Málta ellen 1–0-ra megnyert VB-selejtezőn ő szerezte a győztes gólt. 2019. szeptember 9-én, Izrael ellen kétszer is eredményes volt.

## Statisztika

### A válogatottban
| Válogatott | Év       | Pályára lépés | Gól |
| ---------- | -------- | ------------- | --- |
| Szlovénia  | 2015     | 1             | 0   |
| Szlovénia  | 2016     | 8             | 1   |
| Szlovénia  | 2017     | 6             | 1   |
| Szlovénia  | 2018     | 6             | 1   |
| Szlovénia  | 2019     | 8             | 2   |
| Szlovénia  | 2020     | 5             | 0   |
| Szlovénia  | 2021     | 4             | 0   |
| Szlovénia  | 2022     | 9             | 0   |
| Szlovénia  | 2023     | 9             | 1   |
| Szlovénia  | 2024     | 5             | 0   |
| Összesen   | Összesen | 61            | 6   |

#### Góljai a válogatottban
| # | Időpont             | Helyszín                              | Ellenfél   | Gólok | Eredmény | Kiírás                     |
| - | ------------------- | ------------------------------------- | ---------- | ----- | -------- | -------------------------- |
| 1 | 2016. november 11.  | Nemzeti Stadion, Ta’ Qali, Málta      | Málta      | 1–0   | 1–0      | 2018-as VB-selejtező       |
| 2 | 2017. szeptember 4. | Stožice Stadion, Ljubljana, Szlovénia | Litvánia   | 3–0   | 4–0      | 2018-as VB-selejtező       |
| 3 | 2018. november 16.  | Stožice Stadion, Ljubljana, Szlovénia | Norvégia   | 1–0   | 1–1      | 2018–19-es Nemzetek Ligája |
| 4 | 2019. szeptember 9. | Stožice Stadion, Ljubljana, Szlovénia | Izrael     | 1–0   | 3–2      | 2020-as EB-selejtező       |
| 5 | 2019. szeptember 9. | Stožice Stadion, Ljubljana, Szlovénia | Izrael     | 3–2   | 3–2      | 2020-as EB-selejtező       |
| 6 | 2023. november 20.  | Stožice Stadion, Ljubljana, Szlovénia | Kazahsztán | 2–1   | 2–1      | 2024-es EB-selejtező       |

## Sikerei, díjai
Celje
- 1. SNL
  - Ezüstérmes (1): 2014–15

- Szlovén Kupa
  - Döntős (3): 2011–12, 2012–13, 2014–15

 København
- Danish Superliga
  - Bajnok (2): 2015–16, 2016–17

- Dán Kupa
  - Győztes (2): 2015–16, 2016–17

 Dinamo Kijiv
- Premjer Liha
  - Bajnok (1): 2020–21
  - Ezüstérmes (3): 2017–18, 2018–19, 2019–20

- Ukrán Kupa
  - Győztes (2): 2019–20, 2020–21
  - Döntős (1): 2017–18

- Ukrán Szuperkupa
  - Győztes (3): 2018, 2019, 2020
  - Döntős (1): 2021

 Panathinaikósz
- Super League Greece
  - Ezüstérmes (1): 2022–23

- Görög Kupa
  - Győztes (1): 2023–24